# 加登斯堡 (加利福尼亞州)
加登斯堡（英語：Castle Gardens）是位於美國加利福尼亞州默塞德縣的一個非建制地區。該地的面積和人口皆未知。

## 地理
加登斯堡的座標為37°21′24″N 120°34′51″W / 37.35667°N 120.58083°W，而該地的平均海拔高度為51米（即167英尺）。